# أوجيني لوس
أوجيني لوس (بالفرنسية: Eugénie Luce)‏ هي مُعلمة فرنسية أسّست أول مدرسة فرنسية / عربية للبنات المسلمات وهي مدرسة لوس بن أبين في الجزائر العاصمة في عام 1845.

## سيرتها الذاتية
انتقلت أوجيني لوس إلى الجزائر العاصمة في ثلاثينيات القرن التاسع عشر، حيث أصبحت مُعلمة، تاركةً وراءها زوجها وعائلتها في فرنسا.

### مدرسة لوس بن أبين
بدأت أوجيني لوس مدرسة لوس بن أبين في عام 1845. كانت تلك هي المدرسة الفرنسية العربية الأولى للفتيات المسلمات اتبعت النمط التعليمي الأوروبي. تعلمت الفتيات الفرنسية والعربية والحساب والتطريز والجغرافيا والخياطة. تم تمويل المدرسة من قِبَل الحكومة الجزائرية حتى عام 1861، حتى أصبحت بعد ذلك معهد مهني. قامت المدرسة بتعليم الفتيات التطريز وموضوعات أخرى في الحرف الجزائرية التقليدية، حتى تم استبدال هذه الحرف بواردات مصنوعة آليًا. تم تصدير هذه البضائع في جميع أنحاء الجزائر، وكذلك أوروبا والولايات المتحدة.
أُجبرت المدرسة على الإغلاق في 1 يناير 1846 بسبب نقص الدعم المالي من الحكومة الفرنسية المحلية. ذهبت أوجيني إلى باريس لطلب المساعدة من الحكومة المركزية، بعد أن تمكنت من الحصول على الدعم للمدرسة، وأُعيد افتاتحها في يونيو 1846. وافقت الحكومة الفرنسية رسميًا في يناير 1847 على دعم المدرسة.
كان لدى المدرسة في عام 1858 أكثر من 120 تلميذًا من مختلف الفئات العمرية. أنتجت هذه المدرسة التطريزات الماهرة، التي ظهرت في معرض لندن عام 1862، في الجناح الجزائري من المعرض الكولومبي العالمي 1893 في شيكاغو.
واستمرت المدرسة تحت إشراف ابنة السيدة لوسي وحفيدتها لاحقاً، السيدة لوسي بن أبين.

### حياتها في وقت لاحق
عادت لوس في نهاية المطاف إلى مونتريشار، في فرنسا، حيث توفيت في عام 1882. بعد وفاة لوس، واصلت حفيدتها السيدة بن أبين إدارة المدرسة حتى وفاتها في عام 1915.